# Гіро Калансон
Гіро́ Калансо́н, Ґіро Калансон (фр. Guiraut de Calanson) — трубадур початку XIII століття, писав між 1202 — 1212  р.р., родом з Гасконі. Писав окситанською мовою.
Гіро часто був присутній при дворах Кастилії, Леону та Арагону. Єдиний написаний ним плач (planh) присвячений Фердинанду (1189–1211), спадкоємцю короля Кастилії Альфонсові III, який помер від хвороби в поході на маврів.
Залишив ряд ліричних віршів (близько десятка) і «Fadet juglar» — жартівливе керівництво (Ensenhamen) для мандрівного співака і фокусника (жонглера) (видано в «Denkmaler der provenzalischen Literatur» Bartsch'a) — містить перелік літературних творів, тем і героїв, характерних для цієї епохи.